# Banksia scabrella
Banksia scabrella (A.S.George, 1981) è una pianta appartenente alla famiglia delle Proteaceae, endemica dell'Australia occidentale.